# José María Giménez de Vargas
José María Giménez de Vargas (nascut el 20 de gener de 1995) és un jugador professional de futbol uruguaià que juga com a defensa central per l'Atlètic de Madrid i la selecció de futbol de l'Uruguai.
Després de començar la seva carrera professional amb el Danubio FC, Giménez va marxar a Espanya en signar contracte per l'Atlètic de Madrid la temporada 2013-14. Sòlid i ràpid, Giménez es va assentar ràpidament a la titularitat, i va guanyar títols importants, inclosa una lliga la temporada del seu debut.

## Palmarès
Atlético de Madrid
- 1 Lliga Europa de la UEFA: 2017-18.
- 1 Supercopa d'Europa: 2018.[5]
- 2 Lligues espanyoles: 2013-14, 2020-21
- 1 Supercopa d'Espanya: 2014